# 43 (číslo)
Čtyřicet tři je přirozené číslo. Následuje po číslu čtyřicet dva a předchází číslu čtyřicet čtyři. Řadová číslovka je čtyřicátý třetí nebo třiačtyřicátý. Římskými číslicemi se zapisuje XLIII.

## Matematika
Čtyřicet tři je
- 14. prvočíslo
- spolu s číslem 41 prvočíselnou dvojicí

## Chemie
- 43 je atomové číslo technecia; to je nejlehčí prvek periodické soustavy, který nemá žádný stabilní izotop

## Ostatní
- 43 je název písně z alba Level 42 stejnojmenné britské hudební skupiny
- +43 je mezinárodní telefonní předvolba Rakouska

## Roky
- 43
- 43 př. n. l.
- 1943